# ويليام شتيرن
ويليام شتيرن (بالألمانية: William Stern)‏ (و. 1871 – 1938 م) هو نفساني، وكاتب، وأستاذ جامعي من ألمانيا، ومملكة هولندا، والولايات المتحدة، وهولندا، ولد في برلين، توفي في دورهام، كارولاينا الشمالية، عن عمر يناهز 67 عاماً.

## التعليم
تعلم في جامعة هومبولت في برلين.